# コロリンシュウマイ
コロリンシュウマイは群馬県桐生市のご当地グルメの1つ。肉類や魚介類を用いない焼売である。
ジャガイモ（男爵イモ）をつぶし、タマネギ、デンプン、豚脂を和えて丸めて、蒸かした料理である。継ぎ目がなく、外観は団子状である。ウスターソースのタレをかけて食べる。
桐生市ではおやつとしても食べられている。